# Германска Източна Африка
Германска Източна Африка (на немски: Deutsch-Ostafrika) е названието на германска колония в Източна Африка, която съществува от 1880 г. до края на Първата световна война и включва териториите на днешните държави Бурунди, Руанда и Танзания. Общата площ им е 994 996 km². Тя е най-голямата и най-заселената германска колония.
Причини за немската колонизация са нарасналите стремежи в немското общество през 80-те години на 19 век за колониална експанзия, и търсенето на нови пазари за немските индустриални произведения. Първоначално немският канцлер Ото фон Бисмарк се противопоставя на плановете за немска колониална експанзия. Неговите доводи се концентрират върху възможните негативни последици върху отношенията на Германия с останалите велики сили.
Начало на колониалната експанзия на Германия в този район на света поставя „Компанията за немска колонизация“, основана в средата на века от Карл Петерс. Тя успява да сключи договори с местните владетели и да превърне владенията им в немски защитени територии. Тези договори скоро са признати от немския кайзер.
През 1888 г. избухват бунтове на арабско говорещото население по крайбрежието на днешна Танзания срещу немската колонизация, която възпрепятства търговията с роби. Чернокожото население обаче подкрепя немската страна, тъй като преди появата на европейците по тези земи, страда извънредно много от търговията с роби. До края на 1889 г., въстанието е потушено. Година по-късно е сключен договор между Великобритания и Германския райх, уреждащ сферите за колонизация в Африка на двете европейски страни.

## Въстание Маджи-Маджи
В началото на 20 век силно се развива селскостопанското производство в колонията. Въвежда се отглеждането на каучук и памук. Местното население често е обременявано с данъчни тежести и е подложено на принудителен труд. Това става причина за избухване на въстанието Маджи-Маджи през 1905 г., което е кърваво потушено от губернатора фон Гьотцен.
Причина за въстанието е суровата германска политика в южната част на колониалната област, особено по отношение на производството на памук, налагането на непопулярни данъци върху лова и колибите на местното население.
Въстанието започва с унищожаването на памучна плантация в областта Матумби от няколко местни жители на 20 юли 1905 г. Важна роля в хода на въстанието играе мъж на име Конджиктил, който се представя за пророк и предава сакрален вид на въстанието. Конджиктил основава своя секта Маджи-Маджи (на суахили думата маджи означава вода). Местното население вярва, че водачът на сектата може да превърне посредством магия оръжието на германската колониална войска във вода. По-голямата част от въстаниците загиват не от германските куршуми, а от глад. Колониалната власт използва срещу бунтовниците стратегията на изтощението и изгорената земя. Оценките за жертвите на бунта варират от 75 хил. до 300 хил. африканци, а германската страна загубва 15 европейци и 389 африкански войници.
Отделни въстаници опитват да продължат въстанието посредством партизански действия, но през лятото на 1908 г. последните бунтовници са заловени и екзекутирани.
В Танзания на въстанието Маджи-Маджи се гледа като на най-важната част от националната история и като на пионер в националното обединение на страната.
Със сключването на Версайския мирен договор, Германия губи всички свои колонии в Африка. Германска Източна Африка се поделя между Великобритания, Белгия (взема Бурунди и Руанда), и Португалия (която получава триъгълника Кионга по границата с Мозамбик).

## Бивши немски имена на градове и места
- Бисмаркбург (Касанга)
- Кайзер-Вилхелм-Шпице (Килиманджаро)
- Вайдмансхайл (Табора)